# Sheldon (Wisconsin)
Sheldon es una villa ubicada en el condado de Rusk en el estado estadounidense de Wisconsin. En el Censo de 2010 tenía una población de 237 habitantes y una densidad poblacional de 138,23 personas por km².

## Geografía
Sheldon se encuentra ubicada en las coordenadas 45°18′43″N 90°57′24″O / 45.31194, -90.95667. Según la Oficina del Censo de los Estados Unidos, Sheldon tiene una superficie total de 1.71 km², de la cual 1.71 km² corresponden a tierra firme y (0%) 0 km² es agua.

## Demografía
Según el censo de 2010, había 237 personas residiendo en Sheldon. La densidad de población era de 138,23 hab./km². De los 237 habitantes, Sheldon estaba compuesto por el 96.2% blancos, el 0% eran afroamericanos, el 1.69% eran amerindios, el 0% eran asiáticos, el 0% eran isleños del Pacífico, el 1.69% eran de otras razas y el 0.42% pertenecían a dos o más razas. Del total de la población el 5.49% eran hispanos o latinos de cualquier raza.